# Чернявский, Владимир Соломонович
Влади́мир Соломо́нович Черня́вский (Vladimir Solomonovich Cherniavsky; 21.12.1924, Москва, — 20.01.1996, Брауншвейг) — советский, впоследствии немецкий математик, логик, информатик, руководил созданием первой в СССР автоматизированной документальной информационно-поисковой системы с автоматическим (пословным) индексированием текста.

## Биография
Родился в городе Москве, детство (до 1933 года) провёл в городе Берлине, где его отец работал в системе Внешторга, затем в Париже, где его отец работал директором советского Eurobank. В 1937 г. отец был отозван в Москву, где расстрелян 13.03.1938 как враг народа (посмертно реабилитирован); мать как член семьи изменника Родины до 1946 г. была в так наз. АЛЖИРе (Акмолинский лагерь жен изменников Родины).
Во время Великой Отечественной войны работал на танковом заводе на Урале. С начала 1943 г. в армии, в пехоте танковых войск. В боевых действиях принял участие с конца Курской битвы. 8 марта 1944 г., в звании старшины 10 гвардейского танкового корпуса был тяжело ранен . Войну закончил старшиной разведроты. Награждён орденом Красной Звезды .
В 1950 году окончил философский ф-т МГУ им. Ломоносова по специальности «философия», в 1956 году — мехмат МГУ по специальности «математика» . В 1950—1956 гг. преподавал математику, логику, психологию в средней школе. В 1957—1960 гг. аспирант мех.-мат. ф-та МГУ им. Ломоносова. Защитил в МГУ диссертацию на степень канд. физ.-мат наук по теории челночных алгоритмов. Его научными руководителями были С. А. Яновская и А. А. Марков. В 1960—1967 гг. работал в ВИНИТИ АН СССР и ГКНТ СССР как ст. науч. сотр. и зав. сектором, в 1968—1970 — зав. отделом Института электронных управляющих машин (ИНЭУМ) министерства приборостроения СССР, в 1970—1972 — зав. отделом и лабораторией отделения ВНИИЭМ по научно-технической информации в электротехнике (Информэлектро).
С 1960 по 1972 г. руководил работами по созданию первой в СССР и в мире автоматизированной документальной информационно-поисковой системы с автоматическим (пословным) индексированием текстов (русскоязычных) документов по электротехнике, первая очередь которой демонстрировалась в 1965 г. на ВДНХ на выставке «Инфорга-65» в режиме опытной эксплуатации; в промышленной эксплуатации в рамках автоматизированной системы НТИ для электротехнической промышленности СССР с 1970 г. С 1973 по 1975 г. жил в Израиле, с 1975 г. — в ФРГ. В 1975—1977 — профессор Технического университета Зап. Берлина, с 1977 г. — Технического университета Брауншвейга.

## Основные работы
- Бернштейн Э. С., Лахути Д. Г., Чернявский B. C. Об одном типе информационно- поисковых систем // НТИ. 1962. № 7. С. 22-23.
- Бернштейн Э. С., Лахути Д. Г., Чернявский B. C. Некоторые вопросы построения дескрипторных ИПС // НТИ. 1963. № 1. С. 31-33.
- Влэдуц Г. Э., Лахути Д. Г., Чернявский B. C. Об инверсионном принципе реализации ИПС // НТИ. 1963. № 4. С. 13-19.
- Бернштейн Э. С., Лахути Д. Г., Чернявский B. C. О критериях оценки поисковых систем // НТИ, 1964, N3. С. 22-32.
- Лахути Д. Г., Чернявский B.С. Об автоматическом распознавании значений омонимов // НТИ, 1965. № 3. С. 46-47.
- Бернштейн Э. С., Лахути Д. Г., Чернявский B. C. / Теория и организация научно-технической информации (Лекции). М.:ВИНИТИ, 1965.
- Бернштейн Э. С., Лахути Д. Г., Чернявский В. С. / Вопросы теории поисковых систем. М.: ВНИИЭМ, 1966. 130 с.
- Логика дескрипторных поисковых систем // Информационно-поисковые системы и автоматизированная обработка научно-технической информации. М.: ВИНИТИ, 1967. Т. I. С. 93-100.
- Полуавтоматический перевод с естественного языка на дескрипторный язык систем типа пусто-непусто (автоматическое индексирование). Лахути Д. Г. , Румшиский Б. Л., Федоров Е. Б., Чернявский В. С., Шумилина А. Л. // Там же, с. 111—122.
- Автоматический перевод английских текстов на язык системы «Пусто-непусто-2» // Б. Р. Певзнер, В. С. Чернявский // Там же, с. 123—126.
- Бернштейн, Э. С., Лахути Д. Г., Чернявский В. С. Информационно-поисковые системы [лекции] /; ВИНИТИ.- Москва: [б.и.], 1968 .- 64c .
- Чернявский В. С., Лахути Д. Г. О проблеме оценки поисковых систем // НТИ, сер. 2, 1970, № 1, с. 24-34.
- Лахути Д. Г., Федоров Е. Б., Чернявский B.С. Автоматическое построение фрагментов алгоритма перевода омонимов // НТИ, сер. 2, 1970, № 6. С. 59-66.
- Чернявский В. С. О проблеме оценки поисковых систем. Часть 2. Статистическая оценка поисковых систем. О нулях знакового критерия. НТИ, сер. 2, 1971, № 9, с. 25-3.
- Вайсман С. М., Лахути Д.Г., Серебряный А. И., Чернявский В. С. Влияние помех на ошибки ИПС // НТИ, сер. 2, 1971, № 7. С. 15-20.
- Чернявский В. С., Лахути Д. Г. О проблеме оценки поисковых систем. Часть 3 // НТИ, сер. 2, 1971. № 11. С. 10-15.
- A data information language: a new approach to data base systems, by V.S. Cherniavsky, H.-J. Schneider; Technische Universität <Berlin, West>, 1976.
- The characterization of evaluation measures for document-retrieval systems by transformations; by P. Bollmann-Sdorra, V.S. Cherniavsky; Technische Universität <Berlin, West>, 1977.
- On data information systems (viewed as programming languages), by V.S. Cherniavsky, H.-J. Schneider; Technische Universität <Berlin, West>, 1978.
- Measuretheoretical problems in evaluating document-retrieval-systems, by P. Bollmann, V.S. Cherniavsky. Berlin : Univ.-Bibliothek d. Techn. Univ. Berlin, 1978.
- On algorithmic natural language analysis and understanding. Information Systems , Vol. 3, 1978, p. 5-10.
- On limitations for algorithmic modelling of intelligent activities; by V.S. Cherniavsky, E. Konrad. Berlin, 1978.
- On limitations of artificial intelligence. Information Systems, vol. 5, n. 2 (1980), p. 121—126.
- The computing memory. 1, The one dimensional one-activity version. Braunschweig, 1980.
- The computing memory another distributed computer architecture."ACM SIGARCH Computer Architecture News", vol. 9, 1981, No. 4, p. 22-24.
- Restricted Evaluation in Information Retrieval, by P. Bollmann, V. S. Cherniavsky.
- In: SIGIR, 1981.
- On determinism, truth and intelligence. Braunschweig, 1981.
- The computing memory. Braunschweig, 1981.
- The multi-activity system. Braunschweig, 1981.
- What are performance measures measuring? By P. Bollmann, V.S. Cherniavsky. Berlin, 1983.
- Die Virtualität. Philosophishe Grundlagen der logischen Relativität (Виртуальность. Философские основания логической относительности). Hamburg: Kovač, 1994.
- Über semantische und formalistische Beweismethoden in den exakten Wissenschaften (О семантических и формалистических методах методах доказательства в точных науках). Technische Universität Braunschweig, 1995.